# Putzite
La putzite è un minerale appartenente al gruppo dell'argirodite.